# 주난진

주난 진의 위치

주난진(한국어: 죽남진, 중국어: 竹南鎮, 병음: Zhúnán zhèn)은 중화민국 먀오리 현의 진이다. 넓이는 37.5592km2이고, 인구는 2015년 8월 기준으로 84,176명이다.

## 지리
먀오리 현의 북서부에 위치하고 서쪽은 타이완 해협에 면하며 남쪽은 중강 계(中港溪)를 사이에 두고 허우룽 진, 짜오차오 향, 동쪽은 터우펀 시, 북쪽은 신주 시와 접한다. 열대 몬순 기후로 온난하고 비가 많다.

## 역사
주난 진에는 정씨왕국 때부터 이미 한족이 평포족과 함께 살고 있었다. 한족에 의한 주난 개척의 기록으로서는 1711년에 전장인인 장휘양(張徽揚)이 해구, 공관자의 공관리(公館里), 염관전의 개원리(開元里)를 설치한 것으로부터 시작된다. 1723년, 담수청(淡水廳)이 중항장(中港庄)을 설치했을 때에 각지의 촌락이 이미 원형을 성립하고 있던 것으로 생각된다. 도광 연간 중기가 되면 주난은 무역으로 많이 발전했고 중항은 대만 북부의 중요한 거점이 되었다. 그러나 함풍 연간이 되면서 갑자기 큰 사구가 출현해 가옥, 밭의 대부분이 매몰되어 버렸다. 1786년이에 중항사가 현재의 중강 리(中港里)로 이전하고 나서 주난 지구의 인구는 증가하게 되었다. 중강의 옛 거리가 형성되었다. 초기의 주난은 이 중항사를 기초로 발전했다. 한족이 대거 이주하면서 원주민과 소작 계약이 체결되어 주위의 농지가 개발되었다. 그러나 철도가 개통하면서 상업의 중심은 주난 사구로 옮겨졌다. 1920년에 싼자오뎬(三角店)에서 주난으로 개칭되었다.

## 교통

### 철도
- 타이완 철로관리국
  - 종관선
  - 해안선
  - 타이중 선

### 도로
- 국도 3호선